# Peter Sundelin
Nils Peter Sundelin (Nacka, 13 de janeiro de 1947) foi um velejador sueco, campeão olímpico. Ele competiu nos Jogos Olímpicos de Verão de 1968 na classe 5.5 Metre e conquistou a medalha de ouro, ao lado de seus irmãos Ulf Sundelin e Jörgen Sundelin.
Os Sundelins também tiveram muito sucesso em campeonatos mundiais. Em 1965 conquistaram pela primeira vez a medalha de bronze no kite em Sandhamn, antes de conquistarem a medalha de prata na classe de 5.5 Metre no mesmo local quatro anos depois. Em 1971 eles se tornaram campeões mundiais de kite juntos em Hobart. Assim como seu irmão Jörgen, Peter também jogou hóquei no gelo pelo Skuru IK.